# Terény
Terény es un pueblo ubicado en el condado de Nógrád, Hungría.

## Superficie
Posee una superficie de 24,35 kilómetros cuadrados.

## Demografía
Hasta 2021 la población era de 329 habitantes, con una densidad de población de 13,51 habitantes por kilómetro cuadrado.